# Els Matins de l'Orgue d'Alaró
Els Matins de l'Orgue d'Alaró és un esdeveniment musical de caràcter setmanal que se celebra els dissabtes en la Parròquia de Sant Bartomeu d'Alaró des de desembre de l'any 2006.

## Precedents

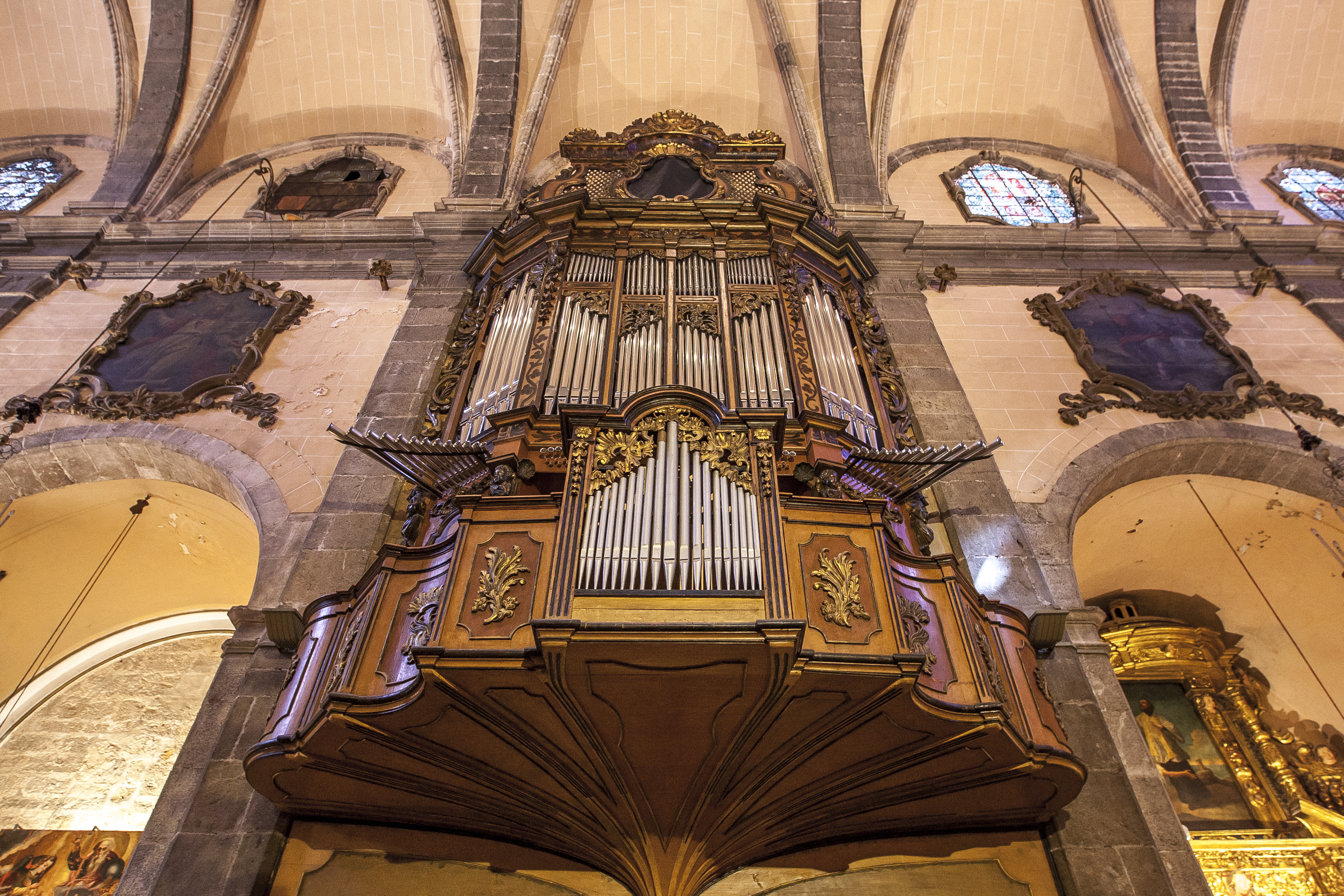
Vista de l'Orgue de Sant Bartomeu

Després que l'Orgue de la Parròquia de Sant Bartomeu d'Alaró hagués quedat inutilitzat durant més de quaranta anys, l'Orfeó d'Alaró va impulsar la seva recuperació. La recaptació de fons va començar el 1999 i les tasques van començar l'any 2002 sota la direcció de Gerhard Grenzing, mestre orguener, el qual va construir un instrument nou però respectant la façana barroca original.
El nou instrument fou inaugurat amb un concert el 14 d'octubre de 2006 amb la participació de diverses agrupacions corals: l'Orfeó d'Alaró; l'Orfeó l'Harpa d'Inca i la coral alemanya Cantate 97, tots acompanyats per l'organista Miquel Bennàssar, qui també va ser consultor tècnic del procés de restauració.

## Descripció

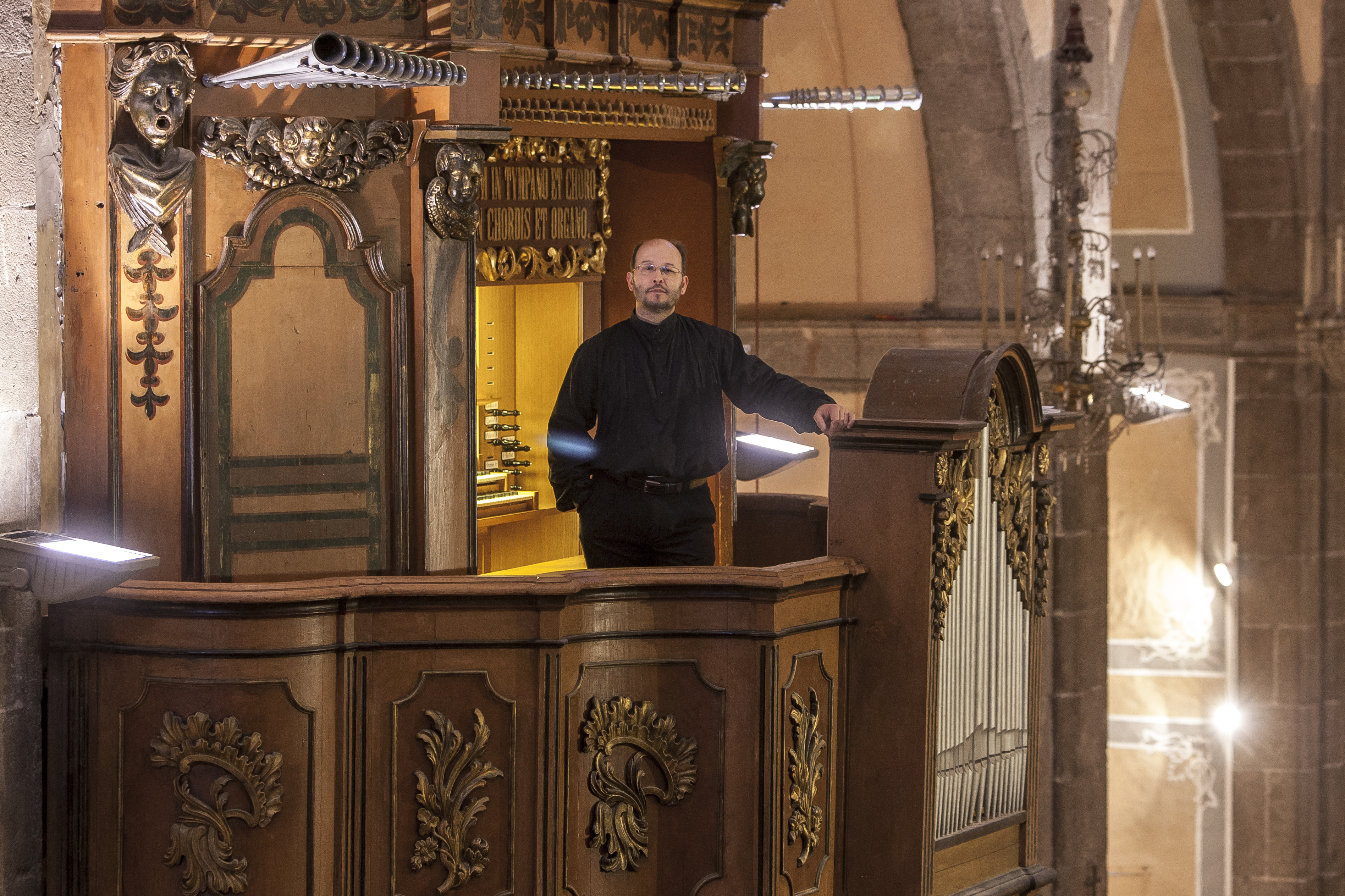
El director artístic dels Matins a l'Orgue, Miquel Bennàssar, amb l'instrument

El primer concert del cicle Els Matins de l'Orgue d'Alaró va tenir lloc el 2 de desembre de 2006 a càrrec del mateix Miquel Bennàssar, qui va esdevenir organista titular i director artístic. El cicle fou concebut per donar a conèixer les possibilitats del nou instrument, proporcionar una activitat estable i regular a l'instrument i des de llavors s'ha mantingut en el calendari sense gairebé interrupcions ni alteracions.
L'activitat consisteix en un recital d'orgue celebrat tots els dissabtes de l'any (a excepció de dates assenyalades del calendari com Setmana Santa, Nadal o Dia de Reis) a càrrec del director artístic del cicle, Miquel Bennàssar. El programa sol contenir entre quatre i sis obres del repertori de tecla. No obstant, el format pot canviar ocasionalment amb la participació d'organistes convidats, alguns de fama internacional com Hans-Ola Ericsson, Jan Willem Jansen o Jürgen Essl, o comptar amb la participació d'altres músics (cantants o instrumentistes) amb motiu de commemoracions més assenyalades.

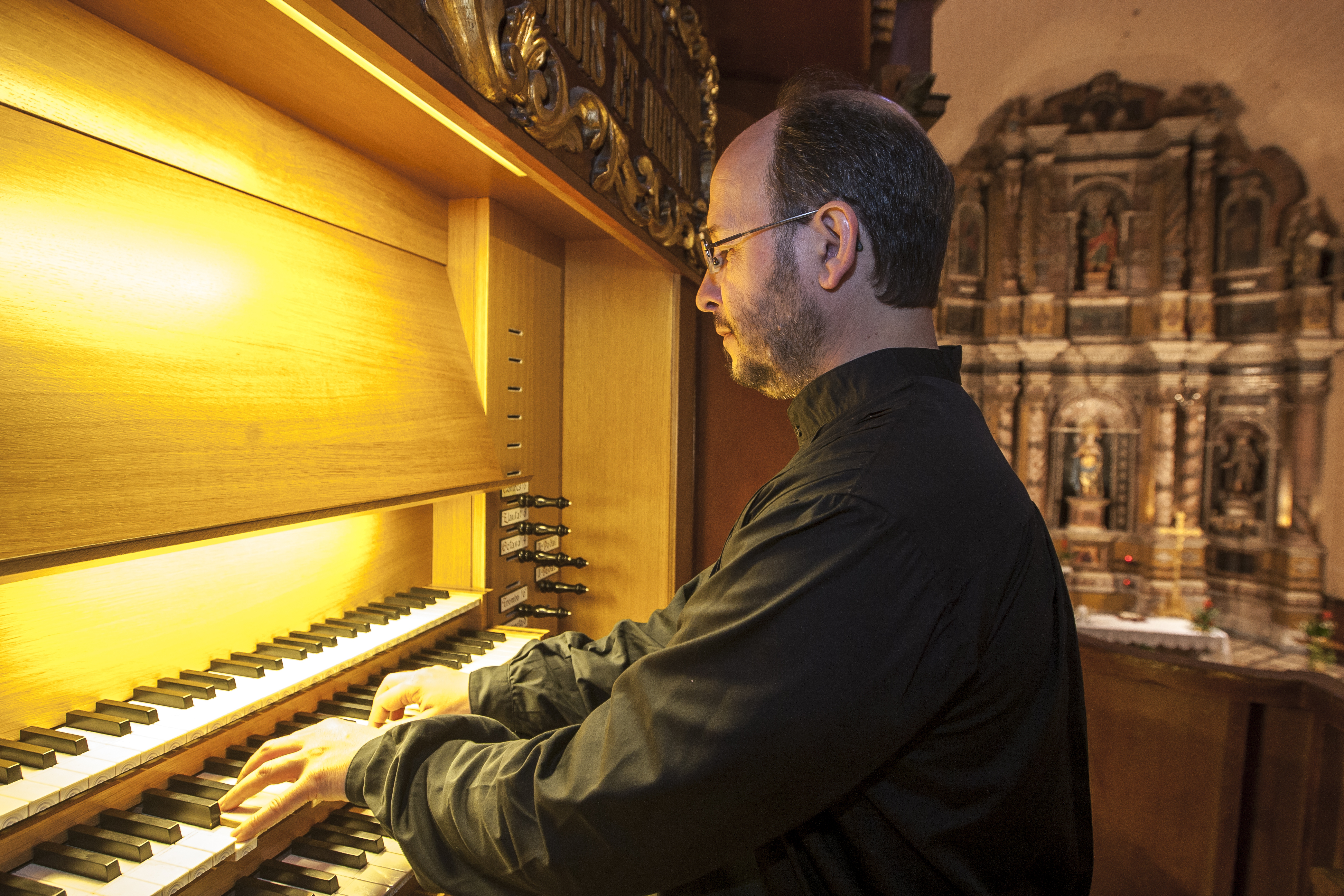
Miquel Bennàssar a l'Orgue durant una interpretació

Entre els concerts de caràcter especial hi destaquen el dedicat a la música dels temps de Cabrit i Bassa (2010); el celebrat amb motiu dels deu anys del cicle amb l'homenatge al restaurador de l'orgue, Gerhard Grenzing, el 17 de desembre de 2016; el celebrat pocs mesos després, per commemorar el concert número 500; i el commemoratiu del quart centenari de l'Oratori del Castell d'Alaró (2022).
A causa de la Covid-19 els concerts s'hagueren d'interrompre; però foren substituïts per l'emissió de gravacions de concerts passats, emesos per xarxes socials amb una audiència que superà les cinc mil visites. En qualsevol cas, l'activitat es va reprendre al cap de tres mesos fins a arribar a les 800 edicions el 27 de gener de 2024.

## Premis i reconeixements

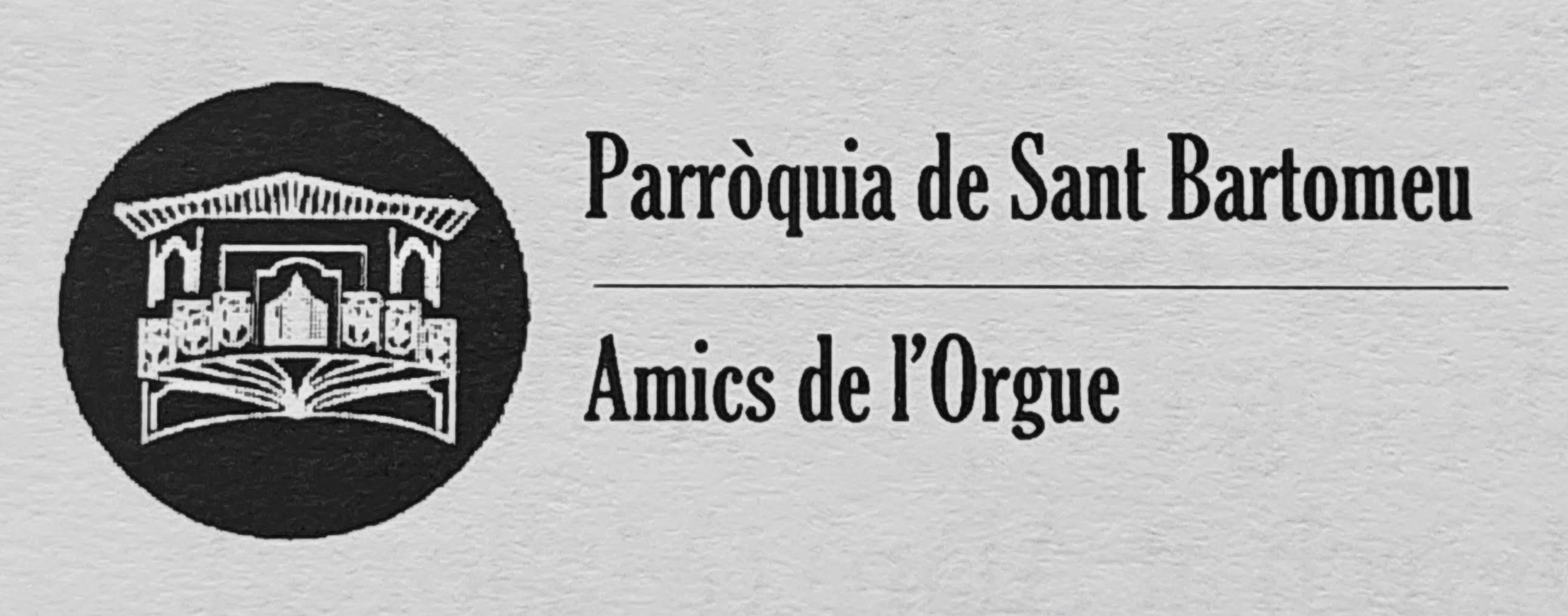
Logotip dels Amics de l'Orgue d'Alaró

- Premi de Protecció del Patrimoni atorgat per ARCA Patrimoni (2020)[19][20]